# Szemere Árpád
Szemere Árpád; 1901-ig Strósz Árpád (Brassó, 1878. november 9. – Budapest, Erzsébetváros, 1933. augusztus 2.) operaénekes (bariton), rendező, kormányfőtanácsos.

## Életútja
Atyja Strosz (Simonyi) Ferenc állam vasúti főellenőr, anyja Wermescher Regina. Elemi iskoláit Budapesten és Aradon járta, majd ugyanott reáliskolát látogatott. Mint műkedvelő egy ízben Pécelen, az egykori Szemere szállóban sikert ért el a Falu rossza Göndör Sándor szerepében, ami elhatározott lépésre ösztönözte: tehetségét a színészetnek szentelte ezután. Elvégezte a Zeneakadémiát 1897-ben, 1898-ban Káldy Gyula lett a mestere, ki az Operához szerződtette ösztöndíjasnak három évre. 1898. május 8-án fellépett az Operában Romeo és Julia Páris szerepében. Mint magánénekes 1904. január 1-jétől megszakítás nélkül működött az európai hírű műintézetnél, melynek egyik erős oszlopa volt 1923. február 28-án kinevezték az intézet örökös tagjává, s egyben megünnepelte művészi működése 25 éves fordulóját. 1926 és 1933 között az Operaház főrendezőjeként működött. Felesége Lafrankó Mária volt.

## Fontosabb szerepei
- Tell Vilmos (Rossini)
- Valentin (Gounod: Faust)
- Escamillo (Bizet: Carmen)
- A bolygó hollandi (Wagner)
- Germont György (Verdi: Traviata)
- Borisz Godunov (Muszorgszkij)
- Don Giovanni (Mozart)
- Rigoletto (Verdi)